# 澤田善次郎
澤田 善次郎（さわだ ぜんじろう、1943年8月25日 - ）は、日本の経営学者（専門は生産管理、経営管理）。経済学博士（九州大学）。技術士、中小企業診断士。
愛知県生まれ。名古屋工業大学卒業。椙山女学園大学教授。日本生産管理学会副会長、標準化研究学会会長。